# Carlos García (pianista)
Carlos Juan Pedro García Echeverry (Capilla del Señor, Buenos Aires, 21 de abril de 1914 - Buenos Aires, 4 de agosto de 2006) fue un pianista, director, compositor y arreglista argentino. 
Creció en la ciudad de Buenos Aires, en el barrio de San Cristóbal y entre los años 1920 y 1926, inició sus primeros estudios musicales junto a Mariano Domínguez (1920-1926). Tiempo después, supo perfeccionarse en piano, estudiando armonía, contrapunto, fuga, composición e instrumentación con el maestro Pedro Rubbione (1929-1969).

## Carrera profesional
Ya de adolescente acompañó desde el piano la proyección de películas mudas, en el periodo transitorio hacia el cine sonoro, como sus primeros trabajos.
Tras sus primeras actividades profesionales en 1926, integró en 1932 la Orquesta Típica de Roberto Firpo y el trío típico, en reemplazo de Sebastián Piana, que acompañaba a Mercedes Simone (entre 1936 y 1938 en grabaciones y en presentaciones en vivo). Luego, hasta 1946, se dedicó a la música folclórica argentina y americana y formó parte de las orquestas Hawaiian Serenaders, Efraín Orozco y secundó al dúo folclórico Martínez-Ledesma.
Por los mismos años fue pianista de la orquesta de Alberto Castellanos, en LR1 Radio El Mundo.
Desde 1946 hasta 1960, se dedicó a la docencia y tuvo algunas actuaciones como solista y acompañante de destacados cantantes. A partir de 1960 se desempeñó como asesor musical de LS1 Radio Municipal y, más tarde, del sello discográfico EMI Odeón hasta 1983.
Entre su discografía extensa, sobresalen discos de piano solo y la grabación de Orquesta y guitarra junto a Roberto Grela.
En los años setenta realizó una gira al frente de su orquesta Tango All Stars por cuarenta ciudades de Japón, además de las que concretó por todo el país y el exterior.
Lo acompañaron destacados cantantes a los que dirigió en giras, conciertos y grabaciones: Héctor Pacheco, Ramona Galarza, Alberto Marino, Alfredo Zitarrosa, Rubén Juárez, Oscar Alonso, Claudio Bergé, Francisco Llanos y Guillermo Fernández, Argentino Ledesma, Alberto Merlo, entre otros.
En 1978 integró una formación de 55 músicos en el Teatro Municipal Presidente Alvear del ciclo "Tangos para el Mundo".
A partir de 1980 comenzó a dirigir hasta su muerte, la Orquesta del Tango de Buenos Aires, con codirección de Raúl Garello. También se encargó de los arreglos musicales de los tangos más tradicionales que se ejecutaban en dicha orquesta.
En el cine nacional, musicalizó varias películas argentinas: "Hormiga negra" (dir.: Ricardo Alberto Defilippi, 1979), "La canción de Buenos Aires" (dir.: Fernando Siro, 1980). Como compositor, se destacan "Al maestro con nostalgia", "Ayúdame Buenos Aires", "Balcón", "Mi estrella azul", "Racconto" con letra de Margarita Durán, y "Terrenal" entre otras.
Actuó con su orquesta en la película documental Café de los maestros (2008) dirigido por Miguel Kohan y en el álbum Café de los Maestros Vol. 1 y 2 (2005) producido por Gustavo Santaolalla en el que registró Al maestro con nostalgia una pieza en homenaje a Carlos Di Sarli.
Recibió en 1985 el Premio Konex, con diploma al mérito como Director de Orquesta Típica en el rubro Música Popular.
Su cuerpo reposa en el Panteón de la Sociedad Argentina de Autores y Compositores del Cementerio de la Chacarita.